# ماه و ماهی
ماه و ماهی یکی از آلبوم‌های حجت اشرف‌زاده با آهنگسازی آرش بیات و امیر بیات و نوازندگی میثم مروستی و مهرداد عالمی است.
هشت قطعه از ترانه‌های علیرضا بدیع در این اثر خوانده شده است

## شناسنامه اثر
این آلبوم با ۹ قطعه را مرکز موسیقی حوزه هنری در ژانر موسیقی دستگاهی ایرانی، شهریور ۱۳۹۴ منتشر کرد.
عوامل تهیه عبارتند از:
- خواننده: حجت اشرف‌زاده
- ترانه‌سرا: علیرضا بدیع
- آهنگسازان: امیر بیات، حجت اشرف‌زاده و آرش بیات
- تنظیم کنندگان: آرش بیات و امیر بیات
- نوازندگان: مهرداد عالمی (ویلنسل) و میثم مروستی (ویونا)
- ضبط، میکس و مسترینگ: حمید شاه‌میرزایی (استودیو پایاپردیس)
- طراح جلد: محمدرضا الیاسی، پشت جلد: شهپر آرمات و علیرضا لاجورد، داخل: نوید مقامی (استودیو درنگ)[۴]

## آهنگ‌ها
| ماه و ماهی | ماه و ماهی             | ماه و ماهی |
| شماره      | نام                    | مدت        |
| ---------- | ---------------------- | ---------- |
| ۱.         | «ماه و ماهی»           | ۴:۴۷       |
| ۲.         | «مادر»                 | ۵:۱۹       |
| ۳.         | «کوچه باغهای نیشابور»  | ۴:۵۴       |
| ۴.         | «پاییز»                | ۵:۰۳       |
| ۵.         | «دلتنگ»                | ۴:۳۶       |
| ۶.         | «عشق آمد»              | ۴:۱۹       |
| ۷.         | «یاد یار»              | ۴:۰۸       |
| ۸.         | «ماه و ماهی (بخش دوم)» | ۴:۴۸       |
| ۹.         | «عشق آمد (بی کلام)»    | ۴:۱۷       |